# Итода
Итода (яп. 糸田町 Итода-мати) — посёлок в Японии, находящийся в уезде Тагава префектуры Фукуока. Площадь посёлка составляет 8,04 км², население — 9184 человека (1 августа 2014), плотность населения — 1142,29 чел./км².

## Географическое положение
Посёлок расположен на острове Кюсю в префектуре Фукуока региона Кюсю. С ним граничат города Тагава, Иидзука и посёлок Фукути.

## Население
Население посёлка составляет 9184 человека (1 августа 2014), а плотность — 1142,29 чел./км². Изменение численности населения с 1980 по 2005 годы:
| 1980 | 10 872 чел. |  |
| 1985 | 11 602 чел. |  |
| 1990 | 11 308 чел. |  |
| 1995 | 10 915 чел. |  |
| 2000 | 10 469 чел. |  |
| 2005 | 10 216 чел. |  |

## Символика
Деревом посёлка считается гинкго, цветком — хризантема.